# Phormictopus melodermus
Phormictopus melodermus é uma espécie de aranha pertencente à família Theraphosidae (tarântulas).